# Avani Soni
Avani Soni (sinh ngày 18 tháng 12 năm 1988) là một giám đốc casting người Ấn Độ. Cô được biết đến với các tác phẩm của mình trong các bộ phim của Gujarati như Tamburo, Chhutti Jashe Chhakka và Luv Ni Love Storys

## Tiểu sử
Avani Soni sinh ngày 18 tháng 12 năm 1988 tại Surendranagar, một thành phố ở Gujarat, Ấn Độ. Cô đã hoàn thành việc học ở Surendranagar và nhận bằng Thạc sĩ (MBA) từ Ahmedabad. Cô đã kết hôn với Dipen Gandhi.
Năm 2011, cô thành lập FATC Entertainment, và công ty giải trí ở Ahmedabad. Cô làm việc trong lĩnh vực công ty trước khi gia nhập điện ảnh Gujarati vào năm 2011. Bộ phim đầu tiên của cô với tư cách là đạo diễn casting là Tamburo (2017), tiếp theo là Chhutti Jashe Chhakka (2018) và Luv Ni Love Storys (2020). Cô cũng đã làm việc trong các bộ phim như Passport (2016) và O! Taareee (2017). Cô đóng vai khách mời trong Luv Ni Love Storys. Cô cũng làm giám đốc casting trong lĩnh vực truyền hình.

## Sự nghiệp
Với vai trò là đạo diễn
| Năm  | Tiêu đề               | Đạo diễn         |
| ---- | --------------------- | ---------------- |
| 2017 | Tamburo               | Shailesh Shankar |
| 2018 | Chhutti Jashe Chhakka | Durgesh Tanna    |
| 2020 | Luv Ni Love Storys    | Durgesh Tanna    |